# Herrarnas puckelpist i freestyle vid olympiska vinterspelen 2022
Herrarnas puckelpist i freestyle vid olympiska vinterspelen 2022 hölls i Genting Snow Park i Zhangjiakou den 3 februari (kval) och 5 februari 2022 (final). 
Walter Wallberg från Sverige vann guldet. Mikaël Kingsbury från Kanada blev silvermedaljör och Ikuma Horishima från Japan tog bronset. Det var Wallbergs och Horishimas första olympiska medaljer.

## Resultat

### Kval

#### Kvalomgång 1
I den första kvalomgången kvalificerade sig de 10 främsta åkarna för finalen. Övriga 20 åkare tävlade vidare i den andra kvalomgången.
| Placering | Nr | Namn                   | Land           | Tid             | Poäng           | Poäng           | Poäng           | Totalt          | Noteringar |
| Placering | Nr | Namn                   | Land           | Tid             | Turns           | Air             | Tid             | Totalt          | Noteringar |
| --------- | -- | ---------------------- | -------------- | --------------- | --------------- | --------------- | --------------- | --------------- | ---------- |
| 1         | 1  | Mikaël Kingsbury       | Kanada         | 24,71           | 50,3            | 15,44           | 15,41           | 81,15           | QF         |
| 2         | 3  | Walter Wallberg        | Sverige        | 24,16           | 49,6            | 13,38           | 16,14           | 79,12           | QF         |
| 3         | 9  | Benjamin Cavet         | Frankrike      | 23,52           | 48,4            | 13,02           | 16,98           | 78,40           | QF         |
| 4         | 11 | Jimi Salonen           | Finland        | 24,30           | 45,3            | 15,13           | 15,96           | 76,39           | QF         |
| 5         | 15 | Cole McDonald          | USA            | 25,41           | 47,0            | 14,78           | 14,49           | 76,27           | QF         |
| 6         | 4  | Kosuke Sugimoto        | Japan          | 25,00           | 48,0            | 13,23           | 15,03           | 76,26           | QF         |
| 7         | 6  | Ludvig Fjällström      | Sverige        | 25,69           | 48,3            | 13,78           | 14,12           | 76,20           | QF         |
| 8         | 7  | Daichi Hara            | Japan          | 25,23           | 47,3            | 14,08           | 14,73           | 76,11           | QF         |
| 9         | 29 | Olli Penttala          | Finland        | 24,53           | 45,7            | 14,60           | 15,65           | 75,95           | QF         |
| 10        | 16 | Dylan Walczyk          | USA            | 25,03           | 47,8            | 13,07           | 14,99           | 75,86           | QF         |
| 11        | 8  | Brodie Summers         | Australien     | 24,46           | 45,7            | 14,22           | 15,74           | 75,66           |            |
| 12        | 28 | Dmitriy Reiherd        | Kazakstan      | 25,25           | 46,8            | 13,93           | 14,70           | 75,43           |            |
| 13        | 20 | Nikita Novitckii       | ROC            | 25,03           | 45,6            | 14,12           | 14,99           | 74,71           |            |
| 14        | 14 | Cooper Woods-Topalovic | Australien     | 26,45           | 45,7            | 15,83           | 13,12           | 74,65           |            |
| 15        | 23 | Marco Tadé             | Schweiz        | 25,03           | 46,3            | 13,19           | 14,99           | 74,48           |            |
| 16        | 2  | Ikuma Horishima        | Japan          | 25,38           | 46,2            | 13,67           | 14,53           | 74,40           |            |
| 17        | 5  | Pavel Kolmakov         | Kazakstan      | 24,85           | 43,7            | 15,16           | 15,23           | 74,09           |            |
| 18        | 19 | So Matsuda             | Japan          | 25,71           | 45,2            | 14,05           | 14,10           | 73,35           |            |
| 19        | 21 | Felix Elofsson         | Sverige        | 25,18           | 44,4            | 14,04           | 14,80           | 73,24           |            |
| 20        | 22 | James Matheson         | Australien     | 26,10           | 46,2            | 12,08           | 13,58           | 71,86           |            |
| 21        | 10 | Nick Page              | USA            | 24,36           | 41,2            | 13,63           | 15,88           | 70,71           |            |
| 22        | 13 | Sacha Theocharis       | Frankrike      | 24,96           | 43,0            | 12,41           | 15,09           | 70,50           |            |
| 23        | 27 | Will Feneley           | Storbritannien | 26,69           | 45,1            | 12,33           | 12,80           | 70,23           |            |
| 24        | 17 | Laurent Dumais         | Kanada         | 24,52           | 41,2            | 12,89           | 15,67           | 69,76           |            |
| 25        | 26 | Severi Vierelä         | Finland        | 26,92           | 44,1            | 13,06           | 12,50           | 69,66           |            |
| 26        | 18 | Oskar Elofsson         | Sverige        | 25,94           | 43,9            | 11,57           | 13,79           | 69,26           |            |
| 27        | 24 | Nikita Andreev         | ROC            | 24,15           | 40,1            | 11,14           | 16,15           | 67,39           |            |
| 28        | 30 | Zhao Yang              | Kina           | 28,09           | 41,6            | 8,91            | 10,96           | 61,47           |            |
| 29        | 12 | Bradley Wilson         | USA            | Fullföljde inte | Fullföljde inte | Fullföljde inte | Fullföljde inte | Fullföljde inte |            |
| 29        | 25 | Matt Graham            | Australien     | Fullföljde inte | Fullföljde inte | Fullföljde inte | Fullföljde inte | Fullföljde inte |            |

#### Kvalomgång 2
I den andra kvalomgången kvalificerade sig de 10 främsta åkarna för finalen utifrån den bästa poäng i antingen första- eller andra kvalåket. De tio lägst placerade åkarna blev utslagna.
| Placering | Nr | Namn                   | Land           | Kval 1 | Tid   | Poäng | Poäng | Poäng | Totalt | Bästa | Noteringar |
| Placering | Nr | Namn                   | Land           | Kval 1 | Tid   | Turns | Air   | Tid   | Totalt | Bästa | Noteringar |
| --------- | -- | ---------------------- | -------------- | ------ | ----- | ----- | ----- | ----- | ------ | ----- | ---------- |
| 1         | 21 | Felix Elofsson         | Sverige        | 73,24  | 25,24 | 46,8  | 17,35 | 14,72 | 78,87  | 78,87 | QF         |
| 2         | 8  | Brodie Summers         | Australien     | 75,66  | 24,71 | 47,9  | 14,62 | 15,41 | 77,93  | 77,93 | QF         |
| 3         | 10 | Nick Page              | USA            | 70,71  | 25,30 | 45,7  | 17,02 | 14,64 | 77,36  | 77,36 | QF         |
| 4         | 14 | Cooper Woods-Topalovic | Australien     | 74,65  | 24,01 | 46,4  | 14,00 | 16,34 | 76,74  | 76,74 | QF         |
| 5         | 2  | Ikuma Horishima        | Japan          | 74,40  | 25,75 | 47,6  | 14,04 | 14,55 | 76,19  | 76,19 | QF         |
| 6         | 20 | Nikita Novitckii       | ROC            | 74,71  | 25,57 | 46,5  | 14,87 | 14,28 | 75,65  | 75,65 | QF         |
| 7         | 28 | Dmitriy Reiherd        | Kazakstan      | 75,43  | 25,24 | 45,7  | 14,48 | 14,72 | 74,90  | 75,43 | QF         |
| 8         | 13 | Sacha Theocharis       | Frankrike      | 70,50  | 25,56 | 47,5  | 13,62 | 14,29 | 75,41  | 75,41 | QF         |
| 9         | 24 | Nikita Andreev         | ROC            | 67,39  | 24,49 | 44,4  | 14,52 | 15,70 | 74,62  | 74,62 | QF         |
| 10        | 23 | Marco Tadé             | Schweiz        | 74,48  | 25,23 | 44,1  | 11,62 | 14,73 | 70,45  | 74,48 | QF         |
| 11        | 5  | Pavel Kolmakov         | Kazakstan      | 74,09  | 25,18 | 42,1  | 12,64 | 14,80 | 69,54  | 74,09 |            |
| 12        | 18 | Oskar Elofsson         | Sverige        | 69,26  | 24,85 | 45,1  | 13,19 | 15,23 | 73,52  | 73,52 |            |
| 13        | 19 | So Matsuda             | Japan          | 73,35  | 26,11 | 43,6  | 11,87 | 13,57 | 69,04  | 73,35 |            |
| 14        | 22 | James Matheson         | Australien     | 71,86  | 25,76 | 45,2  | 13,97 | 14,03 | 73,20  | 73,20 |            |
| 15        | 12 | Bradley Wilson         | USA            | DNF    | 25,29 | 45,5  | 12,79 | 14,65 | 72,94  | 72,94 |            |
| 16        | 17 | Laurent Dumais         | Kanada         | 69,76  | 25,32 | 43,4  | 13,38 | 14,61 | 71,39  | 71,39 |            |
| 17        | 27 | Will Feneley           | Storbritannien | 70,23  | 26,45 | 42,4  | 12,02 | 13,12 | 67,54  | 70,23 |            |
| 18        | 26 | Severi Vierelä         | Finland        | 69,66  | 25,58 | 42,5  | 12,39 | 14,27 | 69,16  | 69,66 |            |
| 19        | 25 | Matt Graham            | Australien     | DNF    | 23,97 | 37,8  | 10,94 | 16,39 | 65,13  | 65,13 |            |
| 20        | 30 | Zhao Yang              | Kina           | 61,47  | 26,42 | 42,2  | 9,59  | 13,16 | 64,95  | 64,95 |            |

### Final

#### Finalomgång 1
I den första finalomgången gick de 12 främsta åkarna vidare till finalomgång 2. Övriga åtta åkare blev utslagna.
| Placering | Nr | Namn                   | Land       | Tid             | Poäng           | Poäng           | Poäng           | Totalt          | Noteringar |
| Placering | Nr | Namn                   | Land       | Tid             | Turns           | Air             | Tid             | Totalt          | Noteringar |
| --------- | -- | ---------------------- | ---------- | --------------- | --------------- | --------------- | --------------- | --------------- | ---------- |
| 1         | 1  | Mikaël Kingsbury       | Kanada     | 25,30           | 49,7            | 17,44           | 14,64           | 81,78           | QF         |
| 2         | 4  | Kosuke Sugimoto        | Japan      | 24,41           | 47,7            | 15,50           | 15,81           | 79,01           | QF         |
| 3         | 7  | Daichi Hara            | Japan      | 24,27           | 47,6            | 14,99           | 16,00           | 78,59           | QF         |
| 4         | 3  | Walter Wallberg        | Sverige    | 23,63           | 47,0            | 14,21           | 16,84           | 78,05           | QF         |
| 5         | 2  | Ikuma Horishima        | Japan      | 25,20           | 48,1            | 15,04           | 14,77           | 77,91           | QF         |
| 6         | 9  | Benjamin Cavet         | Frankrike  | 24,26           | 47,9            | 13,89           | 16,01           | 77,80           | QF         |
| 7         | 14 | Cooper Woods-Topalovic | Australien | 24,19           | 46,7            | 14,78           | 16,10           | 77,58           | QF         |
| 8         | 24 | Nikita Andreev         | ROC        | 24,18           | 46,5            | 14,34           | 16,11           | 76,95           | QF         |
| 9         | 28 | Dmitriy Reiherd        | Kazakstan  | 24,78           | 46,0            | 15,58           | 15,32           | 76,90           | QF         |
| 10        | 10 | Nick Page              | USA        | 25,98           | 46,3            | 16,76           | 13,74           | 76,80           | QF         |
| 11        | 13 | Sacha Theocharis       | Frankrike  | 24,65           | 46,7            | 14,40           | 15,49           | 76,59           | QF         |
| 12        | 8  | Brodie Summers         | Australien | 24,40           | 45,8            | 14,53           | 15,82           | 76,15           | QF         |
| 13        | 20 | Nikita Novitckii       | ROC        | 25,00           | 46,7            | 14,15           | 15,03           | 75,88           |            |
| 14        | 15 | Cole McDonald          | USA        | 25,29           | 45,6            | 15,53           | 14,65           | 75,78           |            |
| 15        | 6  | Ludvig Fjällström      | Sverige    | 24,85           | 46,0            | 14,14           | 15,23           | 75,37           |            |
| 16        | 16 | Dylan Walczyk          | USA        | 25,13           | 45,0            | 15,27           | 14,86           | 75,13           |            |
| 17        | 21 | Felix Elofsson         | Sverige    | 25,36           | 45,4            | 15,01           | 14,56           | 74,97           |            |
| 18        | 23 | Marco Tadé             | Schweiz    | 24,48           | 45,5            | 13,49           | 15,72           | 74,71           |            |
| 19        | 29 | Olli Penttala          | Finland    | 24,39           | 45,0            | 13,84           | 15,84           | 74,68           |            |
| 20        | 11 | Jimi Salonen           | Finland    | Fullföljde inte | Fullföljde inte | Fullföljde inte | Fullföljde inte | Fullföljde inte |            |

#### Finalomgång 2
I den andra finalomgången gick de sex främsta åkarna vidare till finalomgång 3. Övriga sex åkare blev utslagna.
| Placering | Nr | Namn                   | Land       | Tid             | Poäng           | Poäng           | Poäng           | Totalt          | Noteringar |
| Placering | Nr | Namn                   | Land       | Tid             | Turns           | Air             | Tid             | Totalt          | Noteringar |
| --------- | -- | ---------------------- | ---------- | --------------- | --------------- | --------------- | --------------- | --------------- | ---------- |
| 1         | 3  | Walter Wallberg        | Sverige    | 24,10           | 47,8            | 16,31           | 16,22           | 80,33           | QF         |
| 2         | 1  | Mikaël Kingsbury       | Kanada     | 25,50           | 48,5            | 16,72           | 14,37           | 79,59           | QF         |
| 3         | 2  | Ikuma Horishima        | Japan      | 25,47           | 48,6            | 16,57           | 14,41           | 79,58           | QF         |
| 4         | 9  | Benjamin Cavet         | Frankrike  | 24,48           | 47,0            | 16,10           | 15,72           | 78,82           | QF         |
| 5         | 14 | Cooper Woods-Topalovic | Australien | 25,02           | 47,3            | 14,91           | 15,01           | 77,22           | QF         |
| 6         | 10 | Nick Page              | USA        | 25,63           | 45,5            | 17,22           | 14,20           | 76,92           | QF         |
| 7         | 7  | Daichi Hara            | Japan      | 24,40           | 46,8            | 14,20           | 15,82           | 76,82           |            |
| 8         | 28 | Dmitriy Reiherd        | Kazakstan  | 25,32           | 46,1            | 16,06           | 14,61           | 76,77           |            |
| 9         | 4  | Kosuke Sugimoto        | Japan      | 25,13           | 46,6            | 14,27           | 14,86           | 75,73           |            |
| 10        | 8  | Brodie Summers         | Australien | 24,47           | 44,6            | 14,67           | 15,73           | 75,00           |            |
| 11        | 13 | Sacha Theocharis       | Frankrike  | 24,70           | 43,4            | 14,57           | 15,43           | 73,40           |            |
| 12        | 24 | Nikita Andreev         | ROC        | Fullföljde inte | Fullföljde inte | Fullföljde inte | Fullföljde inte | Fullföljde inte |            |

#### Finalomgång 3
Den tredje finalomgången var den avgörande finalomgången för att utse medaljörerna i tävlingen.
| Placering | Nr | Namn                   | Land       | Tid   | Poäng | Poäng | Poäng | Totalt | Noteringar |
| Placering | Nr | Namn                   | Land       | Tid   | Turns | Air   | Tid   | Totalt | Noteringar |
| --------- | -- | ---------------------- | ---------- | ----- | ----- | ----- | ----- | ------ | ---------- |
| 1         | 3  | Walter Wallberg        | Sverige    | 23,70 | 48,8  | 17,68 | 16,75 | 83,23  |            |
| 2         | 1  | Mikaël Kingsbury       | Kanada     | 25,02 | 49,6  | 17,57 | 15,01 | 82,18  |            |
| 3         | 2  | Ikuma Horishima        | Japan      | 23,86 | 47,4  | 17,54 | 16,54 | 81,48  |            |
| 4         | 9  | Benjamin Cavet         | Frankrike  | 24,60 | 47,4  | 16,48 | 15,56 | 79,44  |            |
| 5         | 10 | Nick Page              | USA        | 25,68 | 47,6  | 17,16 | 14,14 | 78,90  |            |
| 6         | 14 | Cooper Woods-Topalovic | Australien | 25,01 | 47,6  | 16,26 | 15,02 | 78,88  |            |